# Jordan McRae
Jordan Tyler McRae (Savannah, Georgia, el 28 de marzo de 1991) es un jugador de baloncesto estadounidense que es agente libre. Con 1,96 metros de altura, jugaba en la posición de escolta.

## Trayectoria deportiva

### Instituto
McRae asistió al instituto de "Liberty County High School" en Hinesville, Georgia. Sus años con los Panthers le ayudaron a convertirse en un nominado para el McDonald's All-American Game de 2010. McRae jugó uno de sus mejores partidos de baloncesto de preparatoria para coronar su carrera con el instituto, registrando 37 puntos, 13 rebotes y 5 asistencias. También jugó con los Atlanta Celtics en la Amateur Athletic Union, que previamente había sido liderado por Josh Smith y Jordan Adams. También lideró a su instituto a múltiples apariciones en los cuartos de finales, ganando prestigiosos honores como mejor quinteto estatal.

### Universidad
En su primera temporada como freshman en 2010-11 con el equipo de los Tennessee Volunteers de la Universidad de Tennessee, McRae no tuvo mucho tiempo de juego para demostrar su capacidad y su talento para jugar baloncesto, ya que solo jugó 5,3 minutos por partido saliendo desde el banquillo.
En su segunda temporada como sophomore en 2011-12, McRae aumentó su actuación de juego con los Volunteers ya que titularizo 15 de 34 partidos y jugó un promedio de 21,7 minutos por partido en los cuales promedió 8,6 puntos, 2,9 rebotes y 1,5 asistencias por partido.
En su tercera temporada como junior en 2012-13, ayudó a liderar a los Volunteers a un récord de 20-13 (11-7 en la Southeastern Conference). En el campeonato de la Southeastern Conference de 2013, los Volunteers fueron derrotados en los cuartos de finales de Alabama. Jugando en la Southeastern Conference, promedió 19,2 puntos (tercero en la conferencia), 37,7 minutos por (primero en la conferencia) y lanzó para un 39,2% desde la línea de tres puntos (quinto en la conferencia). En 33 partidos (22 como titular), promedió 15,7 puntos, 4,1 rebotes y 2,0 asistencias en 33,5 minutos por partido, aumentando así su producción desde 1,8 hasta 15,7 puntos por partido desde su primera temporada. Lideró a los Volunteers en anotación 15 veces, tapones 10 veces, robos nueve veces y asistencias ocho veces. Alcanzó cifras dobles en 23 partidos, de los cuales anotó 20 o más puntos en 10 partidos.
En su cuarta y última temporada como senior en 2013-14, McRae fue nombrado en el mejor quinteto de la Southeastern Conference, ya que lideró a los Volunteers a un récord de 24-13 (11-7 en la Southeastern Conference). Los Volunteers fueron eliminados en las semifinales del torneo de la Southeastern Conference del finalmente campeón del torneo Florida. Los Volunteers ganaron un boleto con destino al Campeonato de la División I de Baloncesto Masculino de la NCAA de 2014, Tennessee no había logrado una entrada al torneo desde 2011. En el primer partido del torneo contra Iowa, McRae anotó 20 puntos y atrapó 4 rebotes en la primera victoria de su equipo en el torneo. En el segundo partido del torneo contra Massachusetts, McRae anotó por segunda vez consecutiva 20 o más puntos al lograr 21 tantos en la segunda victoria en el torneo. Tennessee fue derrotado en las semifinales de la regional en la ronda llamada "Sweet 16" de Michigan, pese a la derrota McRae anotó 24 puntos, atrapó 6 rebotes y tapono 4 intentos. Durante los 4 partidos de Tennessee en el Torneo de la NCAA, lideró al equipo en anotación (19,8 ppp) y tapones (1,5 tpp), también promedió 3,5 rebotes y 2,0 asistencias. En 37 partidos (todos como titular), promedió 18,7 puntos, 3,5 rebotes, 2,5 asistencias y 1,0 tapones en 32,2 minutos por partido, también alcanzó cifras dobles en 33 de los 37 partidos, logrando 20 o más puntos en 18 partidos.

#### Estadísticas
| Año     | Equipo    | PJ  | PT | MPP  | %TC  | %3P  | %TL  | RPP | APP | ROB | TPP | PPP  |
| ------- | --------- | --- | -- | ---- | ---- | ---- | ---- | --- | --- | --- | --- | ---- |
| 2010–11 | Tennessee | 10  | 0  | 5.3  | .316 | .111 | .455 | .8  | .0  | .2  | .4  | 1.8  |
| 2011–12 | Tennessee | 34  | 15 | 21.7 | .377 | .328 | .759 | 2.9 | 1.5 | .6  | .8  | 8.6  |
| 2012–13 | Tennessee | 33  | 22 | 33.5 | .423 | .355 | .771 | 4.1 | 2.0 | .8  | .9  | 15.7 |
| 2013–14 | Tennessee | 37  | 37 | 32.2 | .436 | .351 | .788 | 3.5 | 2.5 | .7  | 1.0 | 18.7 |
| Total   | Total     | 114 | 74 | 27.1 | .417 | .343 | .769 | 3.3 | 1.8 | .6  | .9  | 13.3 |

### Profesional

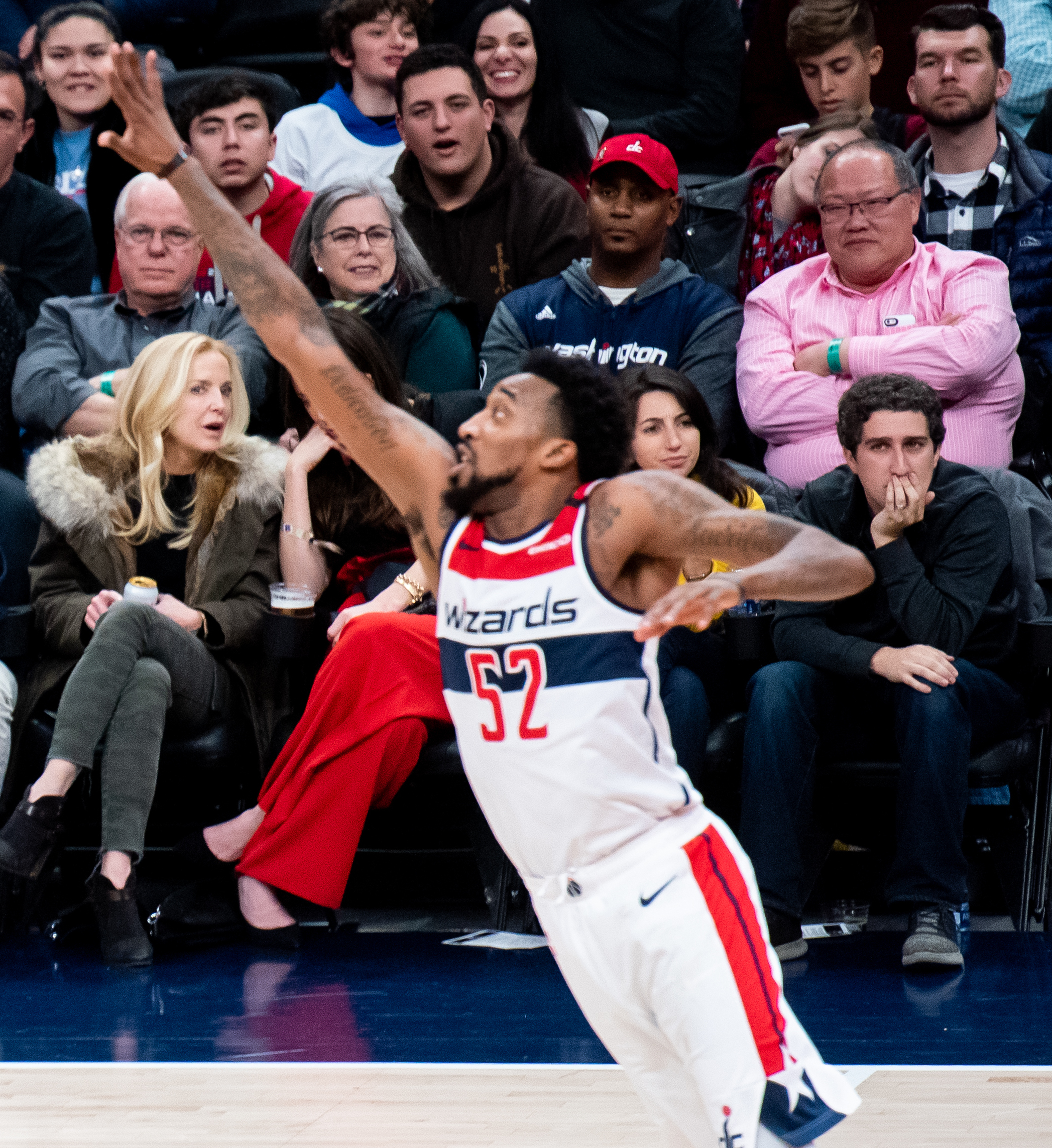
McRae con los Wizards en 2020.

El 26 de junio de 2014, fue seleccionado en el puesto número 58 del Draft de la NBA de 2014 por los San Antonio Spurs, más tarde fue traspasado a los Philadelphia 76ers en la noche del draft. En julio de 2014, disputó la NBA Summer League 2014 con los Philadelphia 76ers, donde promedió 21,0 puntos por partido y fue nombrado en el segundo mejor quinteto de Las Vegas NBA Summer League.
A finales de agosto de 2014, firmó con los Melbourne United para la temporada 2014-15 de la liga australiana.
A inicios de marzo de 2015, fue adquirido por los Delaware 87ers, el equipo de la D-League afiliado a los Sixers.
En julio de 2015, regresó con los Philadelphia 76ers para la NBA Summer League de 2015. Allí registro una media de 12,5 puntos y 3,0 rebotes en cuatro partidos. El 27 de septiembre firmó un contrato con los 76ers.
En agosto de 2017 se anunció su fichaje por el Saski Baskonia de la Liga Endesa española. El 6 de enero de 2018, finaliza su contrato con Baskonia y decide operarse del hombro izquierdo en Vitoria.
El 20 de septiembre de 2018, los Washington Wizards anuncian un contrato de dos vías con McRae con el equipo filial de la G League, los Capital City Go-Go
El 6 de febrero de 2020, McRae es traspasado a Denver Nuggets a cambio de Shabazz Napier. Pero el 1 de marzo de 2020, tras disputar cuatro encuentros, McRae es cortado.
Tres días más tarde, el 4 de marzo, los Detroit Pistons reclaman a McRae para lo que resta de temporada, con los que disputó cuatro partidos.
El 27 de diciembre de 2020, McRae se marcha a China para firmar con los Beijing Ducks por $1,5 millones por 25 partidos.
El 22 de agosto de 2021, firma por el Metropolitans 92 de la Liga Nacional de Baloncesto de Francia.
El 23 de septiembre de 2022, fichó por el Hapoel Tel Aviv BC de la Ligat ha'Al israelí.
En julio de 2023, firma por el AEK B.C. de la A1 Ethniki griega.
Entre octubre y diciembre de 2024 jugó para el Scafati Basket de la Serie A de Italia.

## Estadísticas de su carrera en la NBA
|  | Denota temporadas en las que ganó un Campeonato de la NBA |

### Temporada regular
| Año     | Equipo     | PJ  | PT | MPP  | %TC  | %3P  | %TL  | RPP | APP | ROB | TPP | PPP  |
| ------- | ---------- | --- | -- | ---- | ---- | ---- | ---- | --- | --- | --- | --- | ---- |
| 2015-16 | Phoenix    | 7   | 0  | 11.7 | .423 | .273 | .800 | 1.1 | 1.4 | .4  | .0  | 5.3  |
| 2015-16 | Cleveland  | 15  | 1  | 7.5  | .442 | .636 | .692 | .8  | 1.0 | .0  | .1  | 4.1  |
| 2016-17 | Cleveland  | 37  | 4  | 10.4 | .387 | .353 | .794 | 1.1 | .5  | .2  | .2  | 4.4  |
| 2018-19 | Washington | 27  | 0  | 12.3 | .469 | .286 | .784 | 1.5 | 1.1 | .5  | .3  | 5.9  |
| 2019-20 | Washington | 29  | 4  | 22.6 | .420 | .377 | .771 | 3.6 | 2.8 | .7  | .5  | 12.8 |
| 2019-20 | Denver     | 4   | 0  | 8.0  | .333 | .500 | .750 | 1.3 | 1.0 | .5  | .3  | 2.3  |
| 2019-20 | Detroit    | 4   | 0  | 24.5 | .326 | .188 | .727 | 3.8 | 1.8 | .0  | .0  | 11.8 |
| Total   | Total      | 123 | 9  | 13.8 | .417 | .355 | .772 | 1.8 | 1.4 | .4  | .2  | 6.9  |

### Playoffs
| Año   | Equipo    | PJ | PT | MPP | %TC   | %3P   | %TL  | RPP | APP | ROB | TPP | PPP |
| ----- | --------- | -- | -- | --- | ----- | ----- | ---- | --- | --- | --- | --- | --- |
| 2016  | Cleveland | 2  | 0  | 2.0 | 1.000 | 1.000 | .000 | 1.0 | .0  | .0  | .0  | 4.5 |
| Total | Total     | 2  | 0  | 2.0 | 1.000 | 1.000 | .000 | 1.0 | .0  | .0  | .0  | 4.5 |